# Dimetylallylpyrofosfat

Dimetylallylpyrofosfat eller dimetylallyldifosfat (DMAPP) är ett mellanled i både mevalonat-vägen och MEP/DOXP-vägen vid biosyntesen av terpener och terpenoider. Det är en isomer till isopentenylpyrofosfat (IPP) och förekommer i alla livsformer. Ensymet isopentenylpyrofosfatisomeras katalyserar isomeriseriengen av DMAPP från IPP.
Föregångare till DMAPP i mevalonat-vägen är mevalonsyra och i MEP/DOXP-vägen 2-C-metyl-D-erytritol-e-P.
För närvarande tros det finnas en överkorsning mellan de båda syntesvägarna hos organismer som använder båda, såsom växter, och att korsningen sker via DMAPP.
| Mevalonat-vägen |  | Förenklad version av steroidsyntesen som visar mellanleden isopentenylpyrofosfat (IPP), dimetylallylpyrofosfat (DMAPP) och geranylpyrofosfat (GPP) och squalen. Några mellanled har utelämnats. |
| Mevalonat-vägen |  | Förenklad version av steroidsyntesen som visar mellanleden isopentenylpyrofosfat (IPP), dimetylallylpyrofosfat (DMAPP) och geranylpyrofosfat (GPP) och squalen. Några mellanled har utelämnats. |